# ツガカレハ
ツガカレハ（学名 : Dendrolimus superans）とは、チョウ目カレハガ科に属するガの一種である。

## 分布
日本全国に分布。

## 形態
淡い褐色の翅を持つガ。開張はオス60 - 75mm、メス80 - 90mm。幼虫は、灰褐色の毛虫で、頭部付近に2束毒針毛の束を持つ。刺激を受けると、この束は膨らむ。毒針毛は繭にもあるが、成虫にはない。

## 食草
ツガ、モミ、アカマツ、クロマツなどを食草とする。